# António Joaquim de Medeiros
Dom António Joaquim de Medeiros, em chinês:  明德祿 (15 de outubro de 1846 — 7 de janeiro de 1897) foi um bispo católico português.

## Biografia
António Joaquim Medeiros nasceu em Vilar de Nantes, freguesia de Chaves, distrito de Vila Real, Portugal, em 15 de outubro de 1846, sendo filho de Augusto Luís Medeiros e de D. Teresa de Jesus Carneiro de Medeiros.
Foi nomeado prefeito (1873) e reitor (1875) do Seminário de S. José, visitador das Missões de Timor (1875) e superior e vigário-geral de Timor (1877).
Foi nomeado bispo-auxiliar de Goa em 29 de agosto de 1882, sendo consagrado bispo-titular de Thermopylæ em 15 de agosto de 1883 pelo arcebispo de Goa, Dom António Sebastião Valente.
Em 4 de setembro de 1884, foi eleito bispo de Macau, tendo seu nome confirmado em 13 de novembro do mesmo ano. Apoiou as atividades das Canossianas. Em 1890, conseguiu que os jesuítas dirigissem de novo o Seminário de S. José. Em 1886, as paróquias de São José (em Singapura) e de São Pedro (em Malaca) passaram para a jurisdição da diocese. Visitou várias vezes estas paróquias e as missões de Timor, onde morreu em 1897.